# Bill Crofut
William E. „Bill“ Crofut III (* 14. Dezember 1935 in Cleveland, Ohio; † 25. Januar 1999 in Sandisfield, Massachusetts) war ein US-amerikanischer Banjospieler und Folksänger.

## Leben
Crofut besuchte Mitte der 1950er Jahre das Allegheny College und hatte dort Hornunterricht. Entscheidenden Einfluss auf seine musikalische Laufbahn als Folksänger hatte Pete Seeger, bei dem er auch Banjounterricht nahm. Als wichtig für seine musikalische Entwicklung bezeichnete er außerdem den Jazzklarinettisten Tony Scott und den klassischen Pianisten Peter Lang.
Während seiner Armeezeit war Crofut in Korea stationiert. Ab 1960 tourte er im Rahmen eines Kulturaustauschprogramms mit dem Gitarristen Stephen Addiss, mit dem er nach seiner Rückkehr in die USA ab 1962 Konzerte gab und mehrere Alben aufnahm. In den 1970er Jahren veröffentlichte er ein Album (Simple Gifts) mit amerikanischen und englischen Liedern mit dem Bariton Benjamin Luxon und ein weiteres (Lullabies and Dances) mit der Barocksängerin Julianne Baird. Er arbeitete mit dem Cembalisten Kenneth Cooper zusammen und spielte selbst auf dem Banjo klassische Werke von Antonio Vivaldi und Béla Bartók.
Ab Ende der 1980er Jahre spielte er im Trio mit Chris Brubeck und Joel Brown einen Crossover-Mix aus Jazz, Folk und klassischer Musik, das Trio legte mehrere Alben vor. Daneben arbeitete er auch mit der Sopranistin Dawn Upshaw zusammen. Kurz vor seinem Tod entstand das Album Dance on a Moonbeam mit Kinderliedern, an dem neben Luxon, Baird, Brubeck und Brown auch Frederica von Stade und Meryl Streep als Rezitatorinnen von Shakespeare-Texten mitwirkten.

## Schriften
- Troubadour: A Different Battlefield. E.P. Dutton, 1968.
- The Moon on the One Hand: Poetry in Song. Atheneum, 1975.
- A Look at a Lifetime: Bill Crofut Remembers. Avonelle Associates, 1980.